# Тера Козацька
«Тера Козацька» («Terra Cosaccorum») — спільний альбом українських гуртів Гуляйгород та Хорея Козацька, випущений в 2010 році. Також «Terra Cosaccorum» — латинська назва української землі, знана колись у Європі.
| Те, що було відомо європейцям у XVIII ст., сьогодні заново відкривають наші сучасники. Адже через певні історичні обставини «тера козацька» стала «тера інкогніто» як для мешканців Західної Європи, так і для самих українців. І зараз ми дістаємо з полиці стару карту України й стираємо з неї пил, щоб побачити чудесний світ шляхетних лицарів і високої культури. Значна заслуга в цьому музикантів з «Гуляйгорода» та «Хореї Козацької», які досліджують старовинну українську музику. Сама назва «гуляй-город» (пересувна бойова споруда з бійницями, яку використовували запорізькі козаки при облозі фортець) окреслює тематику фольклористичних пошуків гурту. «Хорея козацька» («танець козацький») серед музичних проектів, що досліджують давню музику — теж унікальна, бо між розпорошених духовних, світських та фольклорних пам'яток вибирає ті перлини, що відкривають неповторне обличчя старої України-Русі. У своїх експедиціях «Гуляйгород» відшукує народні співи і танці. «Хорея Козацька» відтворює давню аристократичну музику. - Тарас Компаніченко |
Видання містить 20-сторінковий буклет, в якому українською та німецькою мовами представлено зміст і походження кожної пісні.

## Учасники запису

#### Хорея Козацька
- Тарас Компаніченко (кобза Вересая, спів)
- Данило Перцов (цинк, шоломія, пандора, спів)
- Северин Данилейко (віолончель, спів)
- Сергій Охрімчук (скрипка, спів)
- Михайло Качалов (фідель, спів)
- Іванна Данилейко (спів)
- Ірина Данилейко (спів)
- Маруся Данилейко (спів)

#### Гуляйгород
- Сергій Постольников (скрипка, спів)
- Ірина Барамба (спів)
- Анастасія Філатова (спів)
- Олена Дідик (спів).
- Олександр Вовк (віолончель, спів)
- Северин Данилейко (скрипка, спів)
- Данило Данилейко (спів)
- Кий Данилейко (спів)
- Руслан Павлюк (тамбурин, спів)
- Олексій Нагорнюк (спів)

## Композиції
1. Із-за гори, із-за кручі (історична)
2. Орлиця (танець)
3. Тиха, тиха на дворі погода (лірична)
4. Гопак (танець)
5. Ой, туман яром (лірична)
6. Ой у тебе, дядю (щедрівка)
7. Возбранній воєводі (кондак)
8. Кто кріпко на Бога уповая (кант)
9. Оле, оле, окаянная душе (духовний концерт)
10. Богородице вірним обороно (кант)
11. Хорея Козацька (танець)
12. На ріках сідоком горка Вавилона (псалом)
13. Санжарівка (танець)
14. Пийте, браття, попийте (бенкетний кант)